# Werner Vogt (Politiker)
Werner Vogt (* 11. Mai 1905 in Grenchen; † 10. Juli 2000 in Bettlach), heimatberechtigt in Grenchen, war ein Schweizer Politiker (SP).

## Leben

### Familie und Beruf
Der gebürtige Grenchner Werner Vogt, Sohn des Viktor Josef Vogt und dessen Ehegattin Emma geborene Furrer, erwarb 1924 das Primarlehrerpatent. Vogt übte seit 1927 eine Lehrertätigkeit in Biberist aus, 1930 übernahm er eine Primarlehrerstelle in Grenchen. Seit 1944 war Werner Vogt als Gewerbeschullehrer in Grenchen eingesetzt, 1952 schied er aus.
Der überzeugte Freidenker und Atheist Werner Vogt heiratete 1928 Anna Martha, die Tochter des Adolf Luterbacher. Er verstarb im Juli 2000 zwei Monate nach Vollendung seines 95. Lebensjahres in Bettlach.

### Politische Laufbahn
Der der Sozialdemokratischen Partei (SP) beigetretene Werner Vogt amtierte in den Jahren 1928 bis 1930 als Gemeinderat in Biberist. 1933 wurde er in den Kantonsrat des Kantons Solothurn gewählt, den er im Amtsjahr 1948/49 als Kantonsratspräsident leitete, 1952 trat er zurück. Am 16. März 1952 erfolgte seine Wahl in den Solothurner Regierungsrat dank dem Bündnis der Katholisch-Konservativen mit der SP, womit die 120-jährige Vorherrschaft des Freisinns ihr Ende fand, 1969 legte er diese Funktion nieder. 1963 wählte ihn das Volk in den Ständerat, dort gehörte er der Finanz-, der Aussenwirtschafts- und der aussenpolitischen Kommission an, 1971 zog er sich aus dieser Funktion zurück.